# Fate/EXTRA
Fate/EXTRA (フェイト/エクストラ, Feito/Ekusutora) est un RPG de type dungeon crawler développé par TYPE-MOON et Imageepoch et édité par Marvelous Entertainment. Le jeu se déroule dans un univers parallèle au visual novel Fate/stay night. Les joueurs prennent le rôle d'un personnage masculin ou féminin sans nom qui est l'un des sept Masters choisis et doit sélectionner un Servant, entre Saber, Archer et Caster, pour pouvoir le contrôler.
Sorti au Japon le 22 juillet 2010, Aksys Games a localisé le jeu pour l'Amérique du Nord et l'a publié le 21 novembre 2011. Trois éditions de Fate/EXTRA sont sortis en Amérique du Nord: une édition standard, une édition limitée et une version téléchargeable sur le PlayStation Network. Le 19 janvier 2012, Ghostlight a révélé son intention de publier le jeu dans les territoires PAL et dont la date de sortie a été annoncé pour le 4 mai 2012. Fate/Extra sort le 18 mai 2012 en France,.
Fate/EXTRA a été suivie d'un jeu complémentaire, Fate/EXTRA CCC. Au lieu d'être une suite directe, CCC est décrit comme une route alternative du développement de l'histoire d'EXTRA. Un remake pour les 10 ans du premier jeu, intitulé Fate/EXTRA Record, est en cours de développement par Type-Moon studio BB.
Une adaptation manga a également vu le jour entre avril 2011 et novembre 2014. Deux mangas adaptent également Fate/EXTRA CCC. Une adaptation en série télévisée anime, intitulée Fate/EXTRA Last Encore, est produite par le studio d'animation Shaft. Shaft avait aussi réalisé auparavant le générique d'introduction pour Fate/EXTRA CCC.

## Intrigue
Se réveillant dans un étrange monde virtuel sans aucun souvenirs de son passé, le personnage principal (Hakuno Kishinami) se retrouve dans l'obligation de se battre pour survivre dans une guerre  qu'il ne comprend pas, dont le prix à une valeur inestimable; celui d'avoir son vœu le plus cher exaucé. Avec un énigmatique « Servant » à ses côtés, le protagoniste devra faire face à la fois à ses amis et à ses ennemis dans des combats à mort afin de non seulement prendre possession d'un objet mystérieux connu sous le nom de « Saint-Graal », mais aussi de trouver la réponse à la question la plus importante de toutes: « Qui suis-je ? ».

## Système de jeu
Au début du jeu, le joueur peut choisir de jouer un personnage masculin ou féminin, ainsi que de sélectionner l'un des trois Servants — Saber, Archer ou Caster, chacun ayant des pouvoirs et points faibles différents. Les joueurs passent une « semaine » en jeu en interaction avec d'autres personnages, visionnant des scènes qui avancent l'histoire du jeu, discutent avec leur Servant dans leur chambre et recueillent des indices sur l'identité du Servant ennemi. À la fin de chaque journée, ils entrent dans l'Arène, un donjon dans lequel ils peuvent combattre des monstres pour gagner des points d'expérience et renforcer leur Servant. Les statistiques des Servants sont augmentées manuellement en utilisant les points de compétence obtenus lors d'un gain de niveau. À la fin de chaque semaine, une bataille décisive se déroule contre le Servant ennemi et son Master, ce après quoi le joueur progresse au prochain tour de la guerre en forme de tournoi.
Le système de combat du jeu, basé sur le tour par tour, est comparable à celui de pierre-feuille-ciseaux : « Attack » domine « Break », « Break » l'emporte sur « Guard » et « Guard » surpasse « Attack ». Pendant le combat, le joueur et l'adversaire préparent six de ces actions au début de chaque tour. En réalisant au moins trois coups réussis cela permet d'utiliser une « attaque supplémentaire » qui ne peut être contrée. La plupart des types d'ennemis ont leurs propres modèles d'attaque distinctifs, et la mémorisation de ces derniers permet au Servant du joueur d'infliger de grandes quantités de dégâts tout en recevant des dommages minimes en retour.

## Personnages
En plus des personnages de Fate/stay night, plusieurs nouveaux ont été introduits dans le jeu, ainsi que des personnages d'autres œuvres de Type-Moon. Bien que ces personnages sont familiers, ils sont tout de même différents de leurs équivalents d'origine, le jeu utilise par ailleurs des doubleurs distinct que leurs sosies d'origine.

### Masters
Hakuno Kishinami (岸波 白野, Kishinami Hakuno)
Voix japonaise : Atsushi Abe (garçon), Yui Ishikawa (fille), voix française : Pierre Le Bec (garçon), Cathy Boquet (fille)
Rin Tōsaka (遠坂 凛, Tōsaka Rin)
Voix japonaise : Kana Ueda, voix française : Ludivine Deworst
Rani VIII (ラニ＝VIII, Rani Eito)
Voix japonaise : Asami Sanada, voix française : Angélique Leleux
Shinji Matō (間桐 シンジ, Matō Shinji)
Voix japonaise : Hiroshi Kamiya, voix française : Simon Duprez
Dan Blackmore (ダン・ブラックモア, Dan Burakkumoa)
Voix japonaise : Mugihito, voix française : Michel Hinderyckx
Alice (ありす, Arisu)
Voix japonaise : Ai Nonaka, voix française : Helena Coppejans
Monji Gatō (臥藤 門司, Gatō Monji)
Voix japonaise : Kentarō Itō
Run Rū (ランルーくん, Ran Rū Kun)
Voix japonaise : Yū Kobayashi
Julius Belkisk Harwey (ユリウス・ベルキスク・ハーウェイ, Yuriusu Berukisuku Hāwei)
Voix japonaise : Wataru Hatano, voix française : Alexandre Crepet
Leonardo Bistario Harwey (レオナルド・ビスタリオ・ハーウェイ, Reonarudo Bisutario Hāwei)
Voix japonaise : Romi Park, voix française : Sophie Landresse

### Servants

#### Servants jouables
Saber (セイバー, Seibā) - Nero Claudius (ネロ・クラウディウス, Nero Kuraudiusu)
Voix japonaise : Sakura Tange, voix française : Nancy Philippot
Archer (アーチャー, Āchā) - Sans nom (無銘, Mumei)
Voix japonaise : Junichi Suwabe
Caster (キャスター, Kyasutā) - Tamamo-no-Mae (玉藻の前, Tamamo no Mae)
Voix japonaise : Chiwa Saito

#### Autres Servants
Saber (セイバー, Seibā) - Gauvain (ガウェイン, Gawein)
Voix japonaise : Takahiro Mizushima, voix française : Pierre Lognay
Lancer (ランサー, Ransā) - Cúchulainn (クー・フーリン, Kū Hūrin)
Voix japonaise : Nobutoshi Kanna
Lancer (ランサー, Ransā) - Vlad III (ヴラド三世, Vurado Sansei)
Voix japonaise : Hisao Egawa
Archer (アーチャー, Āchā) - Robin des Bois (ロビンフッド, Robin Huddo)
Voix japonaise : Kōsuke Toriumi, voix française : Gregory Praet
Rider (ライダー, Raidā) - Francis Drake (フランシス・ドレイク, Furanshisu Doreiku)
Voix japonaise : Urara Takano
Caster (キャスター, Kyasutā) - Nursery Rhyme (ナーサリーライム, Nāsarii Raimu)
Voix japonaise : Ai Nonaka
Assassin (アサシン, Asashin) - Li Shuwen (李 書文, Ri Shobun)
Voix japonaise : Kunihiko Yasui
Berserker (バーサーカー, Bāsākā) - Lü Bu Fèngxiān (呂布 奉先, Hōsen Ryofu)
Voix japonaise : Kunihiko Yasui
Berserker (バーサーカー, Bāsākā) - Arcueid Brunestud (アルクェイド・ブリュンスタッド, Arukueido Buryunsutaddo)
Voix japonaise : Ryōka Yuzuki
Saver (セイヴァー, Seivā) - Bouddha (覚者, Budda)
Voix japonaise : Hideyuki Tanaka

### Autres personnages
Sakura Matō (間桐 桜, Matō Sakura)
Voix japonaise : Noriko Shitaya
Père Kotomine (言峰神父, Kotomine-shinpu)
Voix japonaise : Jōji Nakata, voix française : Laurent Van Wetter
Taiga Fujimura (藤村 大河, Fujimura Taiga)
Voix japonaise : Miki Ito
Issei Ryūdō (柳洞 一成, Ryūdō Issei)
Voix japonaise : Mitsuaki Madono
Shiki Ryōgi (両儀 式, Ryōgi Shiki)
Voix japonaise : Māya Sakamoto
Twice H. Pieceman (トワイス・H・ピースマン, Towaisu Eichi Piisuman)
Voix japonaise : Hiroki Tōchi, voix française : Jean-François Rossion
Aoko Aozaki (蒼崎 青子, Aozaki Aoko)
Tōko Aozaki (蒼崎 橙子, Aozaki Tōko)
Chishiki Mame (間目 智識, Mame Chishiki)
Ikuyo Ariina (有稲 幾夜, Ariina Ikuyo)

## Développement

### Production
Le jeu a d'abord été annoncé dans le numéro de septembre 2009 de Famitsu,. Marvelous Entertainment s'est associé à Imageepoch et TYPE-MOON pour développer une nouvelle représentation de la série de visual novel. Certains membres du personnel impliqués dans la production sont Kinoko Nasu comme scénariste, Arco Wada en tant que character designer et artiste, l'artiste dōjin Huke en tant que concepteur d'armes, Takashi Takeuchi de TYPE-MOON pour la supervision de la conception des personnages, Kazuya Niinō (7th Dragon) comme producteur, et Shuetsu Kadowaki (Luminous Arc 2: Will) en tant que réalisateur. Dans une interview, Wada avait expliqué la raison pour laquelle elle a dessiné des personnages anthropomorphes, en particulier Caster, car elle aimait vraiment les oreilles des animaux et les trouvait très mignonnes.
La chanson thème officielle du jeu est Ranse Eroica (亂世エロイカ), réalisée par ALI PROJECT. La musique du jeu a été composée par Shinji Hosoe. La chanson officielle du deuxième jeu est Sakura Meikyū (サクラメイキュウ), interprétée par Kanon Wakeshima.

### Lancement
Le jeu est sorti pour la PlayStation Portable en deux éditions, l'une régulière et l'autre spéciale appelée « Type-Moon Box ». L'édition limitée du Type-Moon Box comprend une figurine figma de la Saber du jeu, un visual book et une édition limitée de la bande sonore. Bien que la version originale ait été fixée pour mars 2010, la date de sortie a été reportée au 22 juillet 2010 pour des tests plus approfondis,.
En juillet 2011, Aksys Games a confirmé qu'il publierait le jeu en Amérique du Nord. L'édition limitée nord-américaine comprenait l'art book spécial Fate Visual Works de 15 pages et les 11 chansons de la bande-son en édition limitée du Type-Moon Box. En janvier 2012, Ghostlight a annoncé son intention de lancer le jeu dans les territoires PAL, une sortie effectuée le 4 mai 2012. En France, Fate/Extra est sortie le 18 mai 2012,.
La série de drama CD de quatre volumes Sound Drama Fate/EXTRA a également été publiée entre 2013 et 2016,.

## Adaptations

### Manga
Dessinée par Robi〜na, une adaptation manga de Fate/EXTRA a été prépubliée dans le magazine Comptiq de Kadokawa Shoten du numéro de mai 2011 au numéro de décembre 2014, publiés respectivement le 9 avril 2011 et le 10 novembre 2014. Le manga a été compilé en 6 volumes tankōbon. Tout en suivant le jeu original, le scénario complète les détails du jeu avec un développement original. On y suit un protagoniste masculin dont le Servant est Saber. Robi〜na réalise également l'adaptation de Fate/EXTRA CCC prépubliée dans le même magazine depuis le numéro de juillet 2015, sorti le 10 juin 2015. Trois volumes tankōbon sont disponibles depuis février 2018.
Une seconde adaptation de Fate/EXTRA CCC, intitulée Fate/Extra CCC: Fox Tail, est publiée en parallèle dans le Monthly Comp Ace également de la maison d'édition Kadokawa Shoten depuis le numéro de décembre 2013, sorti le 26 octobre 2013. Dessinée par Takenoko Seijin, cette série de manga avait annoncée avec comme titre temporaire Fate/EXTRA: Yōko-den (Fate/EXTRA 妖狐伝, Feito/ekisutora Yōkoden), puis a été modifiée en Fate/EXTRA: Mikōn! Kyasu kitsune-chan!? (Fate/EXTRA みこーん! キャス狐ちゃん!?, Feito/ekisutora Mikōn! Kyasu kitsune-chan!?) lors de la publication du premier chapitre avant d'être renommée dès le deuxième chapitre avec le titre actuel. Bien que le scénario soit basé sur « CCC », il s'agit d'un scénario semi-original sans réel rapport.

#### Liste des volumes

##### Fate/EXTRA
| no | Japonais          | Japonais          |
| no | Date de sortie    | ISBN              |
| -- | ----------------- | ----------------- |
| 1  | 26 septembre 2011 | 978-4-0471-5776-7 |
| 2  | 22 mars 2012      | 978-4-0412-0175-6 |
| 3  | 10 décembre 2012  | 978-4-0412-0488-7 |
| 4  | 25 mars 2013      | 978-4-0412-0828-1 |
| 5  | 26 mars 2014      | 978-4-0412-1054-3 |
| 6  | 10 décembre 2014  | 978-4-0410-2017-3 |

##### Fate/EXTRA CCC FoxTail
| no | Japonais         | Japonais          |
| no | Date de sortie   | ISBN              |
| -- | ---------------- | ----------------- |
| 1  | 26 mars 2014     | 978-4-0412-1055-0 |
| 2  | 21 novembre 2014 | 978-4-0410-2281-8 |
| 3  | 26 août 2015     | 978-4-0410-3326-5 |
| 4  | 26 avril 2016    | 978-4-04-104091-1 |
| 5  | 26 novembre 2016 | 978-4-04-105046-0 |
| 6  | 24 octobre 2017  | 978-4-0410-6194-7 |
| 7  | 25 juin 2018     | 978-4-0410-7171-7 |
| 8  | 26 août 2019     | 978-4-0410-8229-4 |

##### Fate/EXTRA CCC
| no | Japonais         | Japonais          |
| no | Date de sortie   | ISBN              |
| -- | ---------------- | ----------------- |
| 1  | 26 avril 2016    | 978-4-0410-3860-4 |
| 2  | 26 novembre 2016 | 978-4-0410-5024-8 |
| 3  | 10 février 2018  | 978-4-0410-6492-4 |
| 4  | 9 février 2018   | 978-4-0410-7812-9 |
| 5  | 22 février 2020  | 978-4-0481-1168-3 |
| 6  | 10 février 2021  | 978-4-0411-1004-1 |

### Anime
Le 27 mars 2016, il a été annoncé que Fate/EXTRA reçoit une adaptation en série télévisée anime intitulée Fate/EXTRA Last Encore dont la production est en cours et devrait être prévue pour 2017, avant d'être décalée et annoncé pour l'hiver 2018,. La série anime est réalisée par Akiyuki Shinbo et Yukihiro Miyamoto au studio d'animation Shaft et écrite par Kinoko Nasu accompagnée des character designs de Masaaki Takiyama reprenant ceux de Aruko Wada et de la musique composée par Satoru Kōsaki. Héliocentrisme oublié (オブリトゥス地動説, Oburitusu chidōsetsu) est diffusé pour la première fois au Japon entre le 28 janvier et le 1er avril 2018 sur Tokyo MX, GTV, GYT, BS11, et plus tard sur MBS et sur Netflix qui détient les droits exclusifs de diffusion en streaming de la série dans le monde entier,,. Illustre géocentrisme (イルステリアス天動説, Irusuteriasu tendōsetsu) est diffusé le 29 juillet 2018 sur Tokyo MX, GTV, GYT, BS11 et MBS,,.
Takanori Nishikawa (T.M. Revolution) interprète la chanson de l'opening de la série, intitulée Bright Burning Shout, tandis que la nouvelle chanson de Sayuri, Tsuki to hanataba (月と花束, litt. « La Lune et le Bouquet »), est utilisée comme ending,,.

#### Liste des épisodes

##### Héliocentrisme oublié
| No | Titre français                                                            | Titre japonais                                            | Titre japonais                                                | Date de 1re diffusion |
| No | Titre français                                                            | Kanji                                                     | Rōmaji                                                        | Date de 1re diffusion |
| -- | ------------------------------------------------------------------------- | --------------------------------------------------------- | ------------------------------------------------------------- | --------------------- |
| 1  | Aujourd'hui, le fond des anciennes limbes ― Preterito - Limbus - Virago ― | 今は旧き辺獄の底 ― プレテリトゥス・リンブス・ヴォラーゴ ― | Ima wa furuki hengoku no soko — Pureteritusu Rinbusu Vorāgo — | 28 janvier 2018       |
| 2  | Apparence de mort ─ Dead Face ─                                           | 死相 ― デッドフェイス ─                                   | Shisō ― Deddo Feisu ─                                         | 4 février 2018        |
| 3  | Le Cerf d'or et la Nuit orageuse ─ Golden Wild Hunt ─                     | 黄金鹿と嵐の夜 ― ゴールデン・ワイルドハント ─             | Kogane shika to arashi no yoru ― Gōruden Wairudohanto ─       | 11 février 2018       |
| 4  | Le Roi sans visage ― No face may king ─                                   | 顔の無い王 ― ノーフェイス・メイキング ─                   | Kao no nai ō ― Nō Feisu Meikingu ─                            | 18 février 2018       |
| 5  | L'Arc de prière ― Yew Bow ─                                               | 祈りの弓 ― イー・バウ ─                                   | Inori no yumi ― ii Bau ─                                      | 25 février 2018       |
| 6  | Moteur éternel, l'empire des jeunes filles ― Queen's Glass Game ─         | 永久機関・少女帝国 ― クイーンズ・グラスゲーム ─           | Eikyūkikan Shōjo teikoku ― Kuiinzu Gurasu Gēmu ─              | 4 mars 2018           |
| 7  | Une histoire pour quelqu'un ― Nursery Rhyme ─                             | 誰かの為の物語 ― ナーサリー・ライム ─                     | Dareka no tame no monogatari ― Nāsarii Raimu ─                | 11 mars 2018          |
| 8  | Baji Quan ― Dead End ─                                                    | 无二打 ― デッド・エンド ─                                 | Munida ― Deddo Endo ─                                         | 18 mars 2018          |
| 9  | Le Théâtre d'or de l'Extravagance ― Aestus Domus Aurea ─                  | 招き蕩う黄金劇場 ― アエストゥス・ドムス・アウレア ─       | Maneki Ugou Ōgon Gekijō ― Aesutusu Domusu Aurea ─             | 25 mars 2018          |
| 10 | Des cadavres à l'infini ― Unlimited / Raise Dead ─                        | 無限の残骸 ― アンリミテッド／レイズ・デッド ─             | Mugen no Zangai ― Anrimiteddo / Reizu・Deddo ─                | 1er avril 2018        |

##### Illustre géocentrisme
| No | Titre français                                               | Titre japonais                                    | Titre japonais                                   | Date de 1re diffusion |
| No | Titre français                                               | Kanji                                             | Rōmaji                                           | Date de 1re diffusion |
| -- | ------------------------------------------------------------ | ------------------------------------------------- | ------------------------------------------------ | --------------------- |
| 11 | L'Épée de la victoire renouvelable ― La Galatine Excalibur ― | 転輪する勝利の剣 — エクスカリバー・ガラティーン ― | Tenrinsuru shōri no ken — Ekusukaribā Garatiin ― | 29 juillet 2018       |
| 12 | Le Tourneur de la roue du paradis ― Le Chakravartin ─        | 天輪聖王 ― チャクラ・ヴァルティン ─               | Tenrinjōō ― Chakura Varutin ─                    | 29 juillet 2018       |
| 13 | Une rose d'applaudissements ─ Olympia Plaudere ─             | 喝采の薔薇 ― オリンピア・プラウデーレ ─           | Kassai no bara ― Orinpia Puraudēre ─             | 29 juillet 2018       |

## Accueil
Selon le site de Dengeki, Fate/EXTRA s'est vendu en 135 000 exemplaires. Globalement, le jeu est moyennement apprécié de ses joueurs qui lui donnent une note plus ou moins correcte, Famitsu lui accorde un score de 71, Shiva Stella de GameSpot donne une note de 6 sur 10 tandis que Metacritic donne un total de 58 sur 100 en ayant des avis variés, pour sa part GameRankings donne un résultat de 63,08%.
Quant à Fate/EXTRA CCC, environ 110 000 exemplaires, la version téléchargeable y compris, ont été vendus un mois après sa sortie.

### Œuvres

#### Édition japonaise
Fate/EXTRA
1. 1 2  (ja) « フェイト／エクストラ　（１） », sur Kadokawa Corporation (consulté le 13 septembre 2017)
2. 1 2  (ja) « フェイト／エクストラ　（２） », sur Kadokawa Corporation (consulté le 13 septembre 2017)
3. 1 2  (ja) « フェイト／エクストラ　（３） », sur Kadokawa Corporation (consulté le 13 septembre 2017)
4. 1 2  (ja) « フェイト／エクストラ　（４） », sur Kadokawa Corporation (consulté le 13 septembre 2017)
5. 1 2  (ja) « フェイト／エクストラ　（５） », sur Kadokawa Corporation (consulté le 13 septembre 2017)
6. 1 2  (ja) « フェイト／エクストラ　（６） », sur Kadokawa Corporation (consulté le 13 septembre 2017)

Fate/EXTRA CCC FoxTail
1. 1 2  (ja) « フェイト／エクストラ　ＣＣＣ　ＦｏｘＴａｉｌ　（１） », sur Kadokawa Corporation (consulté le 13 septembre 2017)
2. 1 2  (ja) « フェイト／エクストラ　ＣＣＣ　ＦｏｘＴａｉｌ　（２） », sur Kadokawa Corporation (consulté le 13 septembre 2017)
3. 1 2  (ja) « フェイト／エクストラ　ＣＣＣ　ＦｏｘＴａｉｌ　（３） », sur Kadokawa Corporation (consulté le 13 septembre 2017)
4. 1 2  (ja) « フェイト／エクストラ　ＣＣＣ　ＦｏｘＴａｉｌ　（４） », sur Kadokawa Corporation (consulté le 13 septembre 2017)
5. 1 2  (ja) « フェイト／エクストラ　ＣＣＣ　ＦｏｘＴａｉｌ　（５） », sur Kadokawa Corporation (consulté le 13 septembre 2017)
6. 1 2  (ja) « フェイト／エクストラ　ＣＣＣ　ＦｏｘＴａｉｌ　（６） », sur Kadokawa Corporation (consulté le 13 septembre 2017)
7. 1 2  (ja) « フェイト／エクストラ　ＣＣＣ　ＦｏｘＴａｉｌ　（７） », sur Kadokawa Corporation (consulté le 19 juin 2017)
8. 1 2  (ja) « フェイト／エクストラ　ＣＣＣ　ＦｏｘＴａｉｌ　（８） », sur Kadokawa Corporation (consulté le 17 mai 2020)

Fate/EXTRA CCC
1. 1 2  (ja) « フェイト／エクストラ　CCC　（１） », sur Kadokawa Corporation (consulté le 13 septembre 2017)
2. 1 2  (ja) « フェイト／エクストラ　CCC　（２） », sur Kadokawa Corporation (consulté le 13 septembre 2017)
3. 1 2  (ja) « フェイト／エクストラ　CCC　（３） », sur Kadokawa Corporation (consulté le 5 février 2018)
4. 1 2  (ja) « フェイト／エクストラ　CCC　（４） », sur Kadokawa Corporation (consulté le 17 mai 2020)
5. 1 2  (ja) « フェイト／エクストラ　CCC　（５） », sur Kadokawa Corporation (consulté le 17 mai 2020)
6. 1 2  (ja) « フェイト／エクストラ　CCC　（６） », sur Kadokawa Corporation (consulté le 5 mars 2021)